# Подільський провулок (Київ)
Поді́льський прову́лок — провулок у Подільському районі міста Києва, місцевість Куренівка. Пролягає від Сирецької вулиці до провулку Миколи Садовського та Білицької вулиці. 
Прилучаються вулиці Валківська, Миколи Садовського та Розважівський провулок.
З кінця лютого 2022 року не має наскрізного проїзду, розділений барикадою на дві відокремлені частини — від Сирецької до Валківської вулиці та від Валківської до Білицької вулиці й провулку Миколи Садовського.

## Історія
Провулок відомий з XIX століття під назвою Мальський (походить від прізвища домовласника Мальського). Сучасна назва — з 1955 року.
Колишній особняк Мальського (двоповерховий, цегляний) міститься за адресою: Подільський провулок, 15.
Будинок № 11 зберігся з 1-ї половини ХХ століття. Є типовим прикладом одноповерхової дерев'яної житлової забудови Куренівки того часу.

## Зображення

Будинок № 11. Фото 2023 року
Будинок Мальського (№ 15). Фото 2023 року